# オックスフォード英英辞典
『オックスフォード英英辞典』 (オックスフォードえいえいじてん、英: Oxford Dictionary of English、略称: ODE) は、オックスフォード大学出版局が刊行する単一巻の英語辞典で、初版は1998年に『新オックスフォード英英辞典』 (The New Oxford Dictionary of English; NODE) の表題で出版された。この“新”(new) は、2003年に出版された第2版より、表題から落とされた。ODEは『オックスフォード英語辞典』 (OED) を基にしておらず、両者を混同するべきでない。ODEは全く新しい辞典であり、英単語の現在の用法に可能な限り忠実に表現することを目指して編纂されている。
2005年に出版された第2版改訂版は、伝記的参照箇所と数千の百科事典的項目を含む、35万5000の語、句、および定義を収録している。第3版は2010年8月に出版され、ブブゼラ (vuvuzela) などの新語が追加された。
『オックスフォード英英辞典』は、現在オックスフォード大学出版局により刊行されている単一巻の英語辞典としては最大の辞典である。

## 版
- 初版 - 1998年発行[2]
- 第2版 - 2003年発行[2]
- 第2版改訂版 - 2005年発行[1][2]
- 第3版 - 2010年発行

第3版は、書籍印刷版だけでなく、Oxford Dictionaries Onlineを通してオンラインでも利用可能である。このオンライン版は3ヶ月毎に更新されている。Oxford Dictionaries Onlineでは、他に『新オックスフォード米語辞典』 (New Oxford American Dictionary)、Oxford Thesaurus of English、Oxford American Writer’s Thesaurus、ならびに文法および用法に関する情報源が参照可能である。